# Yoshida Kanetomo

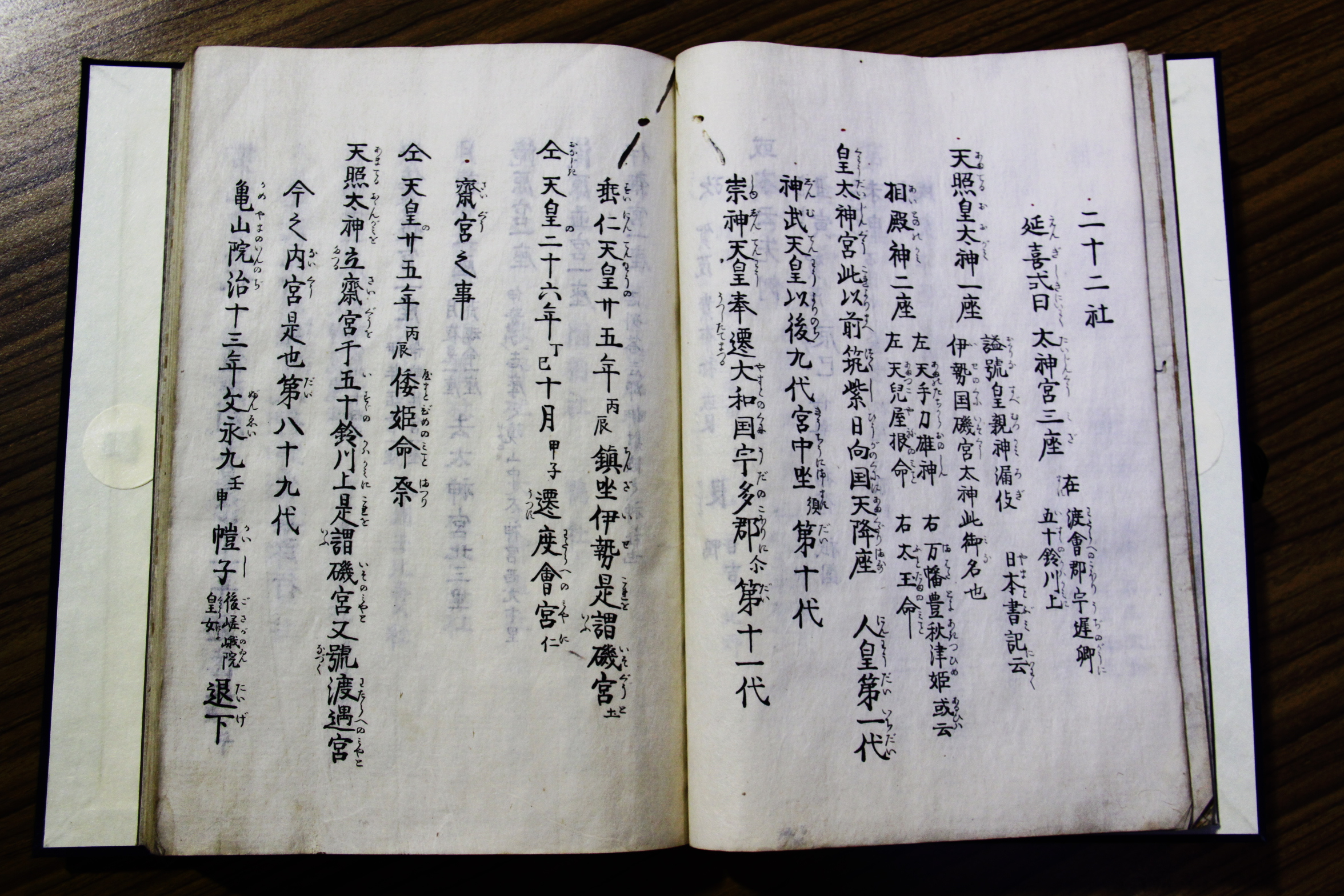
Uma cópia do Nijūnisha Chūshiki de Yoshida Kanetomo

Yoshida Kanetomo (吉田 兼倶,, 1435–1511) foi um padre xinto japonês do período Sengoku. Ele foi uma figura importante na evolução de uma coerente descrição e esquema interpretativo do ritual xinto e da mitologia envolvente.